# Xiphosura
Merostomata, Mérostomes, Xiphosures · Limules
Cet article concerne l'ensemble des limules, et notamment les genres fossiles basaux. Pour les limules modernes, voir Limulidae.
Classe
Familles de rang inférieur
- † Bellinuridae
- † Euproopidae
- Limulidae (les limules modernes)

Synonymes
- Merostomata Dana, 1852

Les Xiphosures (Xiphosura) sont une classe d'arthropodes chélicérés regroupant l'ensemble des limules, modernes et éteintes. Ce taxon était auparavant classé comme un ordre, le rang de classe étant attribué au taxon Merostomata (les Mérostomes) qui incluait l'ordre fossile des Euryptérides (bien qu'il ne contenait à sa création que les limules et les espèces fossiles apparentées). Les Euryptérides s'étant révélés plus proches des Arachnides, Merostomata est aujourd'hui considéré comme un synonyme junior de Xiphosura.

Une étude phylogénétique de 2019 vient bouleverser cette conception en concluant que les limules serait en réalité des arachnides aquatiques.

Xiphosura signifie « queue en épée », du grec ξίφος, épée, et οὐρά, queue.

## Description
Ce qui différencie la classe des Xiphosures de celle des Arachnides est la fonction du prosome (partie antérieure du corps) et de l'opisthosome (partie postérieure du corps). Le prosome joue le rôle d'un grand bouclier indivis, et l'opisthosome est constitué d'appendices biramés.

## Classification
L'ancienne conception incluant le sous-ordre fossile Synziphosurida s'est révélée être paraphylétique aux regard des Arachnides. Certains genres de ce sous-ordre sont aujourd'hui placés au sein de Planaterga, avec Arachnida et Eurypterida, et d'autres comme simples chélicérés.

Classification des genres en dehors des limules modernes, d'après Lamsdell, 2013 et Paleobiology Database (septembre 2016) :
- † Kasibelinurus Pickett, 1993
- ? † Maldybulakia Tesakov & Alekseev, 1998
- † Willwerathia Størmer, 1969
- ordre Xiphosurida Latreille, 1802 :
  - † Lunataspis Rudkin, Young & Nowlan, 2008[4]
  - sous-ordre † Bellinurina Zittel & Eastman, 1913 :
    - famille † Bellinuridae Zittel & Eastman, 1913 :
      - † Bellinurus Pictet, 1846

    - famille † Euproopidae Eller, 1938 :
      - † Euproops Meek and Worthen, 1868
      - † Liomesaspis Raymond ,1944

  - sous-ordre Limulina Richter & Richter, 1929 :
    - † Paleolimulus Dunbar, 1923
    - † Rolfeia Waterston, 1985
    - † Xaniopyramis Siveter & Selden, 1987
    - famille Limulidae Leach, 1819 (les limules modernes)

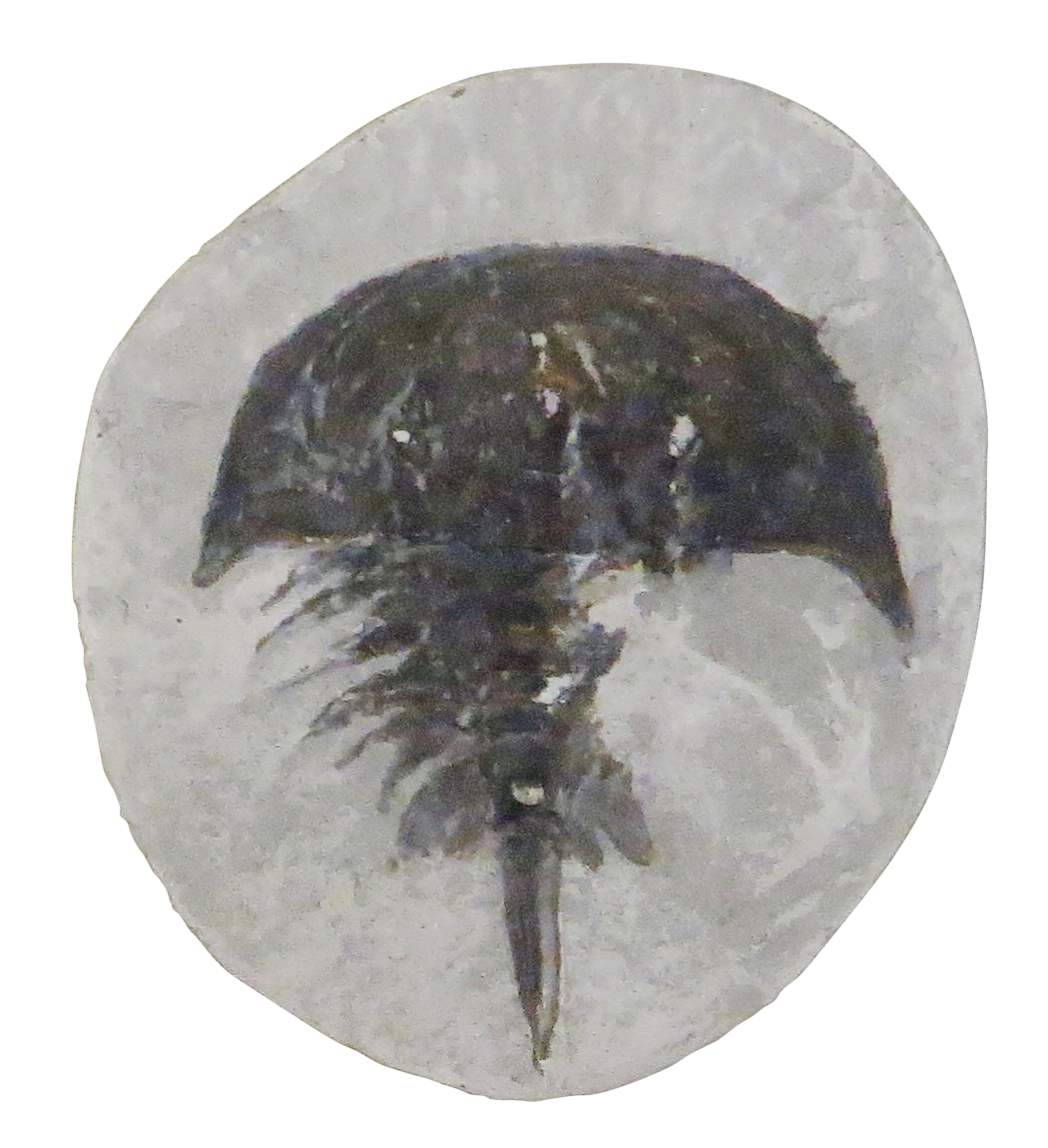
Belinurus belulus (Bellinuridae)
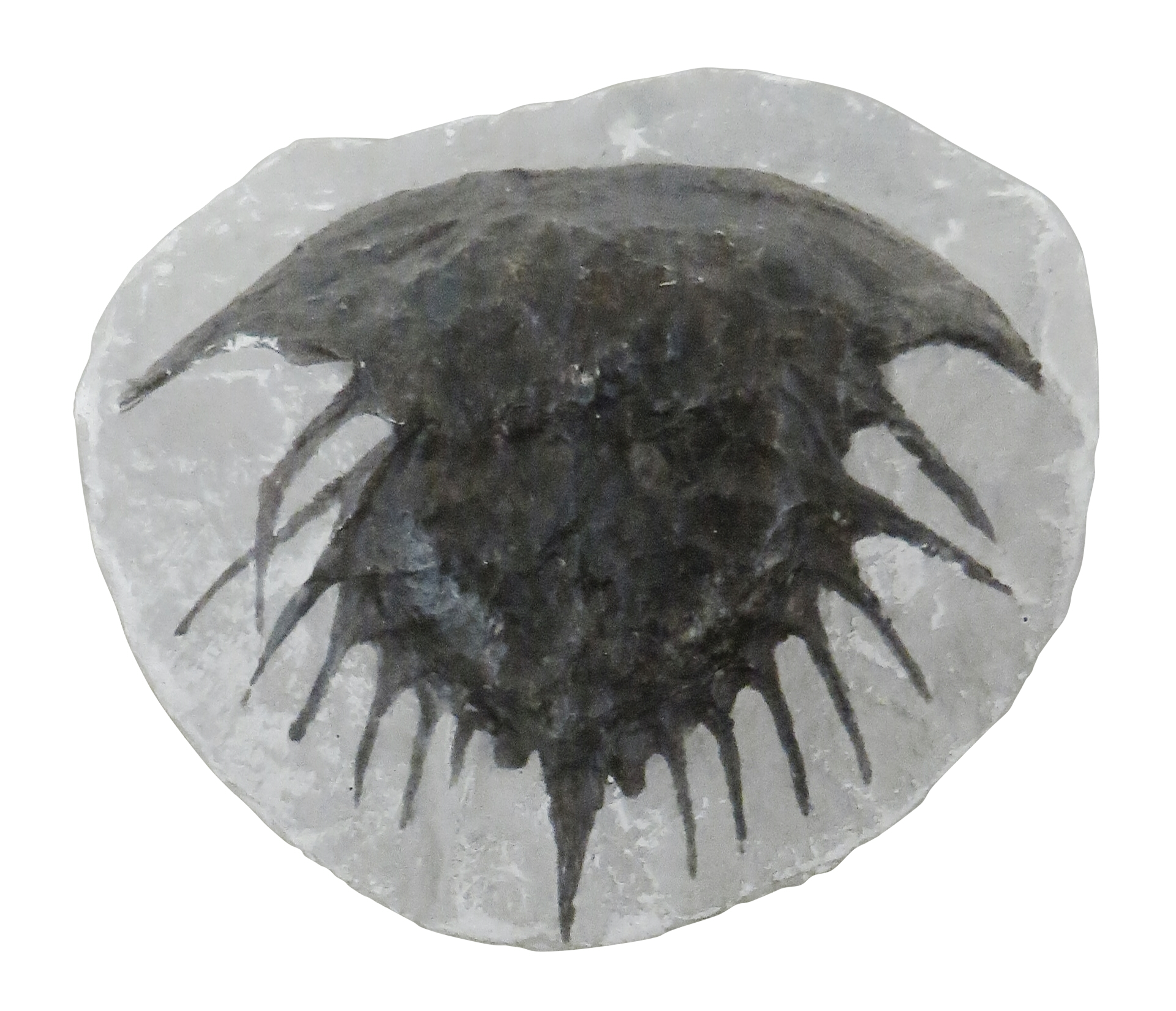
Euproops anthrax (Euproopidae)
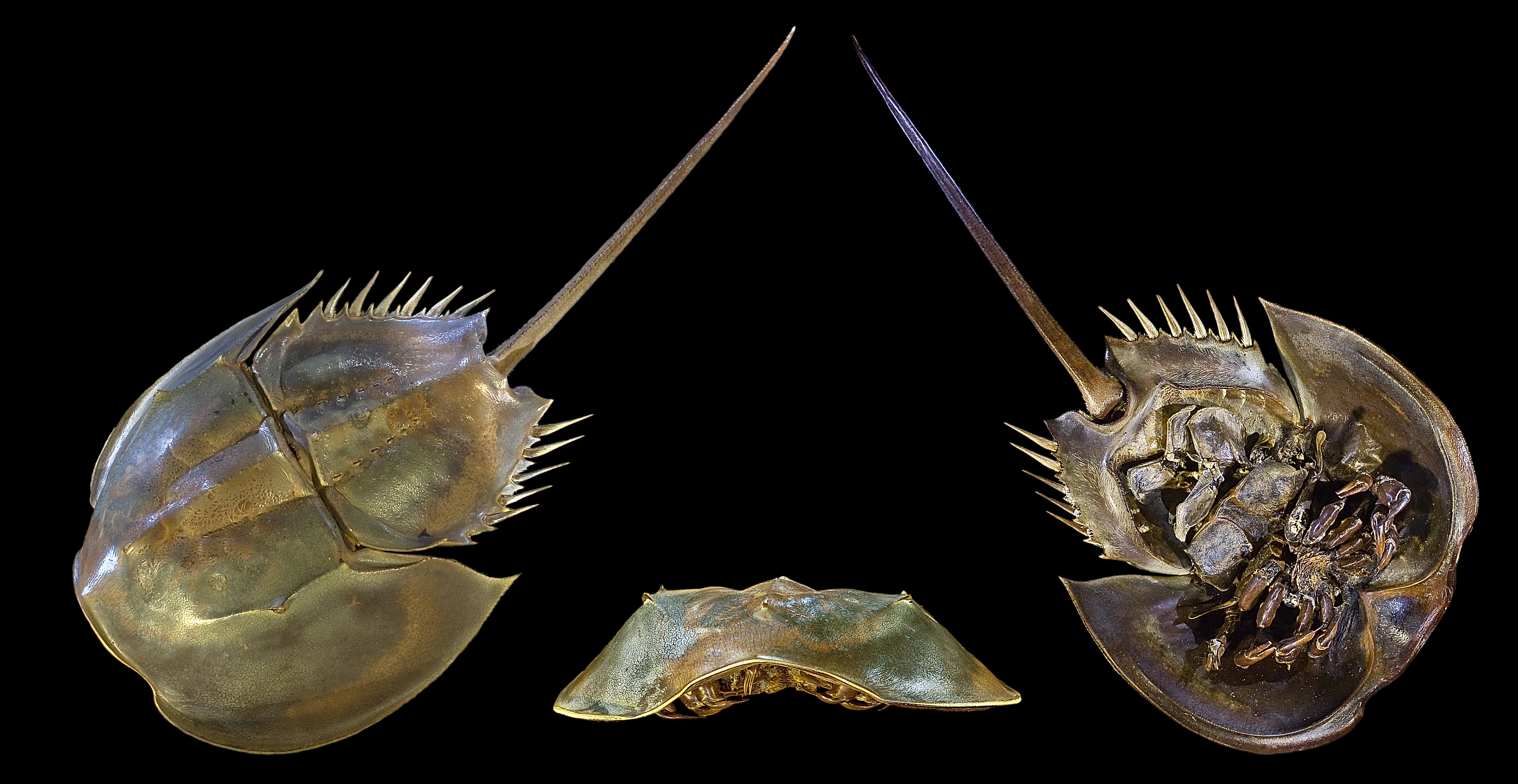
Tachypleus tridentatus (Limulidae)
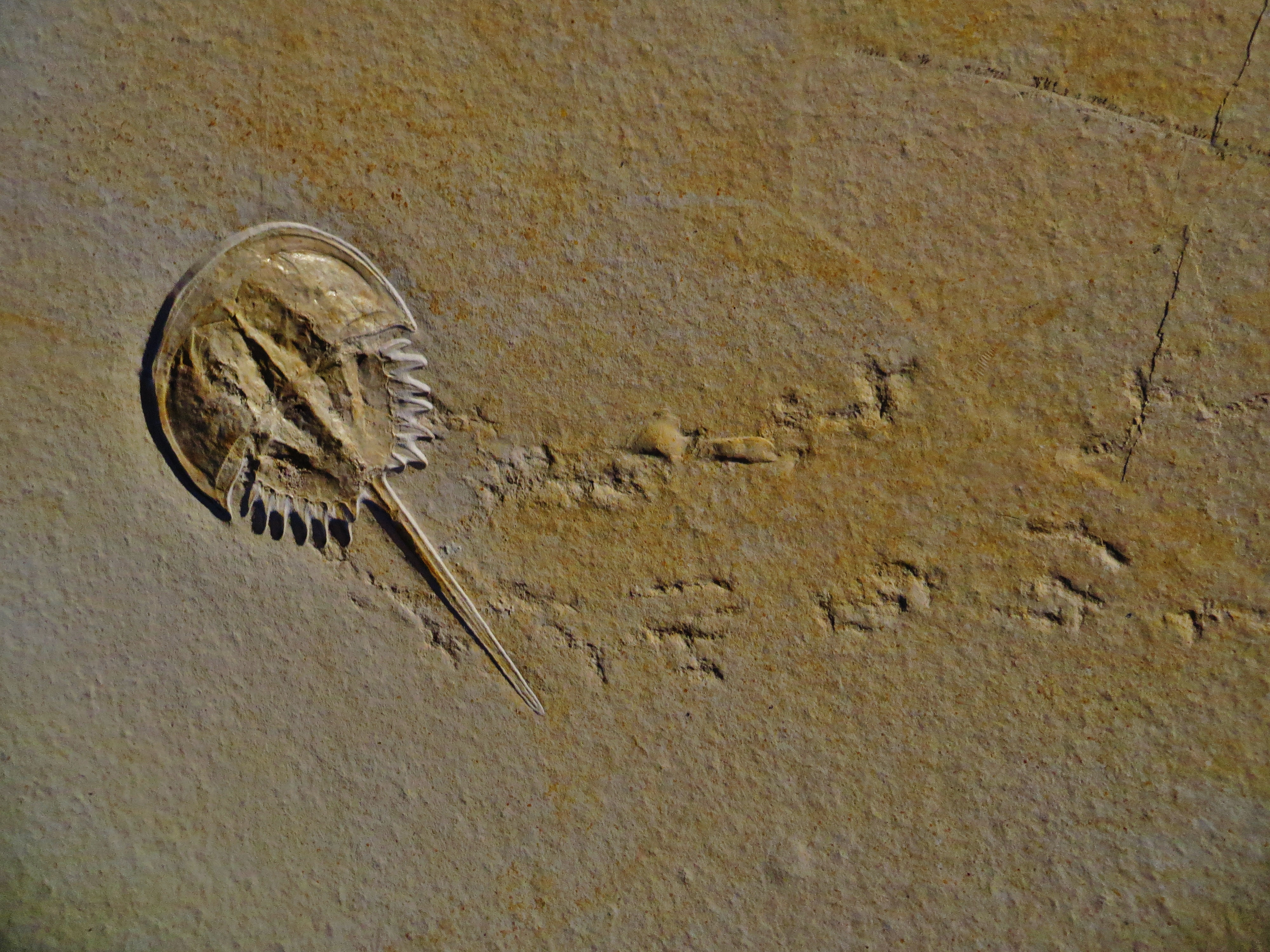
Mesolimulus walchi (Mesolimulidae)

## Phylogénie

### Place au sein des Chélicérés
Phylogénie des grands groupes de chélicérés, d'après Lamsdell, 2013 :
|               | †Chasmataspidida                                                                                                  |
|               | |
| Sclerophorata | \| \| Arachnida (araignées, scorpions, acariens...) \| \| \| \| \| \| †Eurypterida (scorpions de mer) \| \| \| \| |
|               | \| \| Arachnida (araignées, scorpions, acariens...) \| \| \| \| \| \| †Eurypterida (scorpions de mer) \| \| \| \| |
|               | Arachnida (araignées, scorpions, acariens...)                                                                     |
|               | |
|               | †Eurypterida (scorpions de mer)                                                                                   |
|               | |

|  | Arachnida (araignées, scorpions, acariens...) |
|  |                                               |
|  | †Eurypterida (scorpions de mer)               |
|  |                                               |

|               | †Chasmataspidida                                                                                                  |
|               | |
| Sclerophorata | \| \| Arachnida (araignées, scorpions, acariens...) \| \| \| \| \| \| †Eurypterida (scorpions de mer) \| \| \| \| |
|               | \| \| Arachnida (araignées, scorpions, acariens...) \| \| \| \| \| \| †Eurypterida (scorpions de mer) \| \| \| \| |
|               | Arachnida (araignées, scorpions, acariens...)                                                                     |
|               | |
|               | †Eurypterida (scorpions de mer)                                                                                   |
|               | |

|  | Arachnida (araignées, scorpions, acariens...) |
|  |                                               |
|  | †Eurypterida (scorpions de mer)               |
|  |                                               |

|               | †Chasmataspidida                                                                                                  |
|               | |
| Sclerophorata | \| \| Arachnida (araignées, scorpions, acariens...) \| \| \| \| \| \| †Eurypterida (scorpions de mer) \| \| \| \| |
|               | \| \| Arachnida (araignées, scorpions, acariens...) \| \| \| \| \| \| †Eurypterida (scorpions de mer) \| \| \| \| |
|               | Arachnida (araignées, scorpions, acariens...)                                                                     |
|               | |
|               | †Eurypterida (scorpions de mer)                                                                                   |
|               | |

|  | Arachnida (araignées, scorpions, acariens...) |
|  |                                               |
|  | †Eurypterida (scorpions de mer)               |
|  |                                               |

|               | †Chasmataspidida                                                                                                  |
|               | |
| Sclerophorata | \| \| Arachnida (araignées, scorpions, acariens...) \| \| \| \| \| \| †Eurypterida (scorpions de mer) \| \| \| \| |
|               | \| \| Arachnida (araignées, scorpions, acariens...) \| \| \| \| \| \| †Eurypterida (scorpions de mer) \| \| \| \| |
|               | Arachnida (araignées, scorpions, acariens...)                                                                     |
|               | |
|               | †Eurypterida (scorpions de mer)                                                                                   |
|               | |

|  | Arachnida (araignées, scorpions, acariens...) |
|  |                                               |
|  | †Eurypterida (scorpions de mer)               |
|  |                                               |

En 2019, une étude sur la phylogénie des Chélicérés vient bouleverser cette conception en plaçant les limules au sein des Arachnides, comme groupe frère des Ricinules.